# Stefan Lisowski (rzeźbiarz)
Stefan Paweł Lisowski (ur. 28 czerwca 1928 w Dąbrowie Górniczej, zm. 27 marca 2010 w Warszawie) – polski malarz, plastyk i działacz społeczny.

## Życiorys
Po ukończeniu Liceum Technik Plastycznych w Katowicach w 1952 wyjechał do Warszawy, gdzie studiował na Akademii Sztuk Pięknych w pracowni Mariana Wnuka. Dyplom złożył w 1958 i rozpoczął pracę w Państwowym Liceum Techniki Teatralnej, gdzie przez jedenaście lat uczył modelarstwa, a przez ostatnie dwa lata był zastępcą dyrektora. W 1969 został dyrektorem i nauczycielem rzeźby w Państwowym Ognisku Artystycznym na Muranowie, pracował tam do 1987, kiedy to przeszedł na emeryturę. Mimo to nie zaprzestał pracy pedagogicznej, był konsultantem podczas plenerów artystycznych. Od 1987 związał się z Górą Kalwarią, był współzałożycielem grupy artystycznej Communio Graphis. Zaprojektował herb powiatu piaseczyńskiego i sztandar miasta i gminy Góra Kalwaria.
Stefan Lisowski był rzeźbiarzem, w jego twórczości duże znaczenie miała rzeźba sakralna, były to krucyfiksy, Madonny, stacje drogi krzyżowej. Artysta również malował, był kolorystą malującym pejzaże i naturę. Zajmował się również medalierstwem, ceramiką, był projektantem naczyń liturgicznych. Był aktywnym działaczem społecznym, zainicjował aukcję swoich obrazów ze sprzedaży których dochód przekazano na renowację obrazów i kościoła w Chynowie. Cześć jego prac przekazano do domu dziecka w Kozienicach.
Pogrzeb prof. Lisowskiego odbył się 31 marca 2010 w kościele Niepokalanego Poczęcia Najświętszej Maryi Panny w Górze Kalwarii.